# Commissione tributaria
La commissione tributaria, nell'ordinamento giuridico italiano, era un organo giurisdizionale in materia tributaria che rientrava nella categoria dei giudici speciali. A partire dal giorno 16 settembre 2022, in attuazione della legge 31 agosto 2022, n. 130, ha mutato denominazione in "Corte di Giustizia Tributaria".

## Storia

### L'unità d'Italia
L'istituzione delle commissioni tributarie si fa risalire alla legge 14 luglio 1864, n. 1836. Non nascono come organi giurisdizionali, bensì come organi amministrativi appartenenti all'amministrazione finanziaria, e la loro competenza era inizialmente limitata alle imposte dirette, mentre per le imposte indirette era possibile il ricorso amministrativo (facoltativo) o l'azione dinanzi al giudice ordinario. Erano previste commissioni di primo grado, dette comunali, contro le cui decisioni era dato ricorso alle commissioni di secondo grado, dette provinciali. Nel 1865 fu istituita anche una commissione centrale, alla quale si poteva ricorrere contro le decisioni delle commissioni di secondo grado per motivi concernenti l'applicazione della legge.
Il sistema fu in seguito più volte modificato. L'art. 12 della legge 28 maggio 1869, n. 3719, consentì l'azione dinanzi al giudice ordinario contro le decisioni della commissione centrale (salvo che per le questioni riguardanti la semplice estimazione dei redditi). Il regio decreto 24 agosto 1877, n. 4021, coordinò i vari interventi normativi prevedendo commissioni mandamentali, provinciali e centrale e confermando la possibilità di adire all'autorità giudiziaria contro le decisioni di quest'ultima.

### Il ventennio fascista
Durante il ventennio fascista fu attuata una riforma con il regio decreto-legge 7 agosto 1936, n. 1639, convertito in legge 7 giugno 1937, n. 1016, che ampliò la competenza delle commissioni facendovi rientrare, in parte, le imposte indirette sugli affari. Le commissioni mandamentali furono sostituite commissioni distrettuali, con la stessa competenza territoriale degli uffici delle imposte dirette. Fu data la possibilità al contribuente di adire l'autorità giudiziaria italiana anche dopo la decisione definitiva della commissione distrettuale o provinciale.
La nomina del presidente, dei vicepresidenti e degli altri membri delle commissioni fu demandata all'amministrazione finanziaria; per le commissioni distrettuali e provinciali spettava all'intendente di finanza d'intesa col prefetto sulla base delle designazioni di associazioni, ordini professionali ed enti locali.

### Il dopoguerra e la Repubblica
Nel secondo dopoguerra, con la nascita della Repubblica Italiana, la Corte costituzionale si è più volte occupata delle commissioni tributarie, soprattutto a seguito delle questioni di legittimità costituzionale sollevate dai giudici ordinari, in merito agli artt. 3, 24 e, principalmente, 113 della Costituzione della Repubblica Italiana. La Corte qualificò dapprima le commissioni tributarie come organi giurisdizionali (a partire dalla sentenza n. 12 del 16 gennaio 1957), per poi cambiare orientamento con la sentenza n. 6 del 29 gennaio 1969, che le qualificava come organi amministrativi.
Il sistema di giustizia tributaria fu riordinato dal D.P.R. 26 ottobre 1972, n. 636, nell'ambito della più ampia riforma tributaria. Furono previste commissioni tributarie di primo grado, con sede e competenza territoriale identica a quella dei tribunali, commissioni tributarie di secondo grado, con sede nei capoluoghi di provincia, e una commissione tributaria centrale. L'elenco dei tributi su cui erano competenti le commissioni tributarie fu notevolmente ampliato e ulteriori ampliamenti intervennero negli anni successivi. Furono cambiate anche le modalità di nomina dei componenti, spettante al presidente del tribunale per le commissioni di primo grado e al primo presidente della corte d'appello per quelle di secondo grado; metà delle nomine avveniva su designazione dei consigli comunali, per le commissioni di primo grado, e del consiglio provinciale, per quelle di secondo grado; l'altra metà sulla base di elenchi formati dall'amministrazione delle finanze (ma il tribunale e la corte di appello potevano richiedere elenchi alle camere di commercio e agli ordini professionali degli avvocati, dottori commercialisti, ragionieri e ingegneri). Infine furono modificate le norme di procedura, avvicinandole maggiormente a quelle del processo civile. Tali modifiche portarono la Corte costituzionale a mutare nuovamente la sua giurisprudenza, qualificando le commissioni tributarie come organi giurisdizionali con sentenza n. 287 del 27 dicembre 1974.

### La riforma del 1992
L'ultima riforma del sistema di giustizia tributaria risale al 1992, operata con i d.lgs. 31 dicembre 1992 n. 545 e 546, come modificati dall'art. 12 della legge di stabilità del 2001 (legge 28 dicembre 2001, n. 448). Tale riforma ha accentuato ulteriormente il carattere giurisdizionale delle commissioni tributarie con maggiori garanzie di indipendenza per componenti, anche grazie all'introduzione di un organo di autogoverno, e norme di procedure ancor più vicine a quelle del processo civile.

## Caratteristiche

### Organizzazione
Sono suddivise in un numero variabile di sezioni. Possono anche essere istituite sezioni staccate delle commissioni tributarie regionali, con sede in comuni diversi dal capoluogo di regione (aventi i requisiti di cui all'art. 1, comma 1-bis, del d.lgs. 545/1992).
A ciascuna commissione tributaria è preposto un presidente che presiede anche la prima sezione. A ciascuna sezione sono assegnati un presidente, un vicepresidente e non meno di quattro giudici tributari. Il collegio giudicante è però costituito da tre membri, tra cui il presidente o il vicepresidente di sezione, che lo presiede, sicché nell'ambito di una sezione possono essere costituiti due collegi.
Le commissioni tributarie sono supportate da uffici di segreteria, dipendenti dal Ministero dell'economia e delle finanze, che svolgono attività preparatorie dell'udienza e di assistenza ai collegi giudicanti, secondo le disposizioni del codice di procedura civile concernenti il cancelliere, nonché attività amministrative proprie. Presso ciascuna commissione tributaria regionale opera, inoltre, un ufficio del massimario, che provvede a rilevare, classificare e ordinare in massime le decisioni della stessa e delle commissioni tributarie provinciali aventi sede nella sua circoscrizione.

### Soggetti componenti
I componenti delle commissioni tributarie sono nominati con decreto del Presidente della Repubblica, su proposta del Ministro dell'economia e delle finanze, previa deliberazione del Consiglio di presidenza della giustizia tributaria, organo di autogoverno introdotto dal d.lgs. 545/1992 in analogia al Consiglio Superiore della Magistratura. La nomina avviene secondo l'ordine di collocazione in elenchi formati per ogni commissione tributaria, nei quali sono inseriti coloro che hanno i requisiti per ottenere l'incarico ed hanno comunicato la loro disponibilità; tale ordine di collocazione è stabilito in base ai titoli posseduti.
I presidenti delle commissioni tributarie e delle loro sezioni sono scelti tra i magistrati ordinari, amministrativi o militari, in servizio o a riposo. I vicepresidenti tra gli stessi magistrati o tra i componenti "non togati" che hanno esercitato per almeno cinque anni (per le commissioni provinciali) o dieci anni (per le commissioni regionali) le funzioni di giudice tributario, se laureati in giurisprudenza o in economia e commercio.
Gli altri componenti, tra gli appartenenti alle categorie indicate negli att. 4 (per le commissioni provinciali) e 5 (per le commissioni regionali) del d.lgs. 545/1992, comprendenti, tra gli altri, oltre ai predetti magistrati, funzionari civili dello stato in servizio o a riposo, ufficiali della Guardia di finanza a riposo, coloro che possiedono determinate abilitazioni professionali (notai, avvocati, dottori commercialisti, ecc.) e, limitatamente alle commissioni provinciali, coloro che hanno conseguito da almeno due anni la laurea in giurisprudenza o economia e commercio.
I componenti delle commissioni tributarie cessano dall'incarico al compimento del 75º anno di età, ma non possono essere assegnati alla stessa sezione per più di cinque anni consecutivi. La nomina non costituisce rapporto di pubblico impiego (si tratta, in altri termini, di giudici onorari), ma detti componenti percepiscono un compenso fisso mensile e un compenso aggiuntivo per ogni ricorso deciso.

## Articolazione territoriale
Sono ripartite territorialmente a livello provinciale e regionale; il giudizio di primo grado è riservato alle commissioni provinciali, il giudizio d'appello a quelle regionali. Il D.P.R. 26 ottobre 1972 n. 636 prevedeva anche una commissione tributaria centrale con sede in Roma, presso il quale era previsto un terzo grado di giudizio. Il d.lgs. 545/1992 ha soppresso detta commissione, ma l'ha mantenuta in funzione per i giudizi pendenti fino al 1º gennaio 1996.
A seguito del riordino attuato con decreto legislativo 31 dicembre 1992 n. 545, le commissioni tributarie si articolano in:
- commissioni tributarie provinciali, aventi sede in ciascun capoluogo di ogni provincia, che giudicano in primo grado;
- commissioni tributarie regionali, aventi sede in ciascun capoluogo di regione, che giudicano definitivamente in appello, salvo il ricorso alla Corte Suprema di Cassazione per questioni di legittimità.

Nel Trentino-Alto Adige al posto delle commissioni provinciali e della commissione regionale vi sono una commissione tributaria di primo grado e una commissione tributaria di secondo grado in ciascuna delle province autonome di Trento e Bolzano.
A seguito della legge 24 dicembre 2007, n. 244 (legge finanziaria 2008), la commissione tributaria centrale è stata suddivisa in 21 sezioni, con sede in tutti i capoluoghi di regione o provincia autonoma, alle quali sono stati riassegnati i procedimenti pendenti per accelerare lo smaltimento dell'arretrato. La commissione tributaria centrale ha cessato la propria attività ed esistenza nel 2015.